# Willemien Aardenburg
Willemien Aardenburg (* 30. August 1966 in Laren) ist eine ehemalige niederländische Hockeyspielerin. Sie gewann mit der niederländischen Nationalmannschaft die olympische Bronzemedaille 1988.

## Sportliche Karriere
Die Verteidigerin vom Amsterdamsche Hockey & Bandy Club war mit ihrem Verein 1987 niederländische Meisterin geworden. Im Juli 1988 machte sie ihr erstes Länderspiel.
Nach drei Länderspielen wurde sie in den Kader für die Olympischen Spiele 1988 in Seoul berufen. Dort wurde sie im zweiten Vorrundenspiel kurz vor Schluss eingewechselt. Das dritte Vorrundenspiel gegen Argentinien bestritt sie in voller Länge, wobei die Niederländerinnen schon vorher als Gruppensiegerinnen feststanden. Im weiteren Turnierverlauf belegten die Niederländerinnen den dritten Platz. Aardenburg erhielt für ihren Einsatz in der Vorrunde ebenfalls eine Bronzemedaille.
Für Aardenburg blieb es bei diesen fünf Länderspielen. Die niederländische Nationalmannschaft gewann alle fünf Länderspiele, in denen Willemien Aardenburg zum Einsatz kam.